# Düsseldorfer Hof

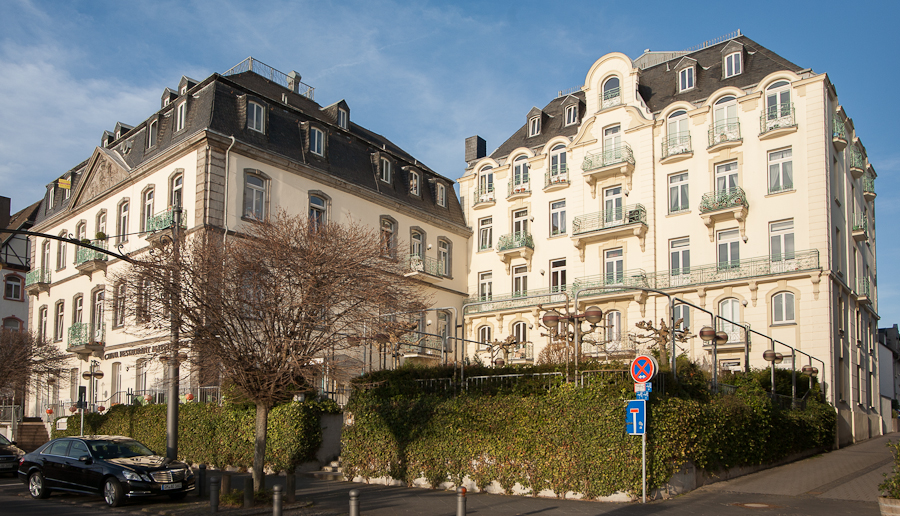
Düsseldorfer Hof (2013)

Der Düsseldorfer Hof ist ein als Hotel entstandener Gebäudekomplex in Königswinter, einer Stadt im nordrhein-westfälischen Rhein-Sieg-Kreis, der in seiner heutigen Form auf das Ende des 19. Jahrhunderts zurückgeht. Er steht als Baudenkmal unter Denkmalschutz.

## Lage
Der Düsseldorfer Hof liegt an der Rheinallee (Hausnummern 14/15), der städtischen Rheinuferpromenade, zwischen den zur Hauptstraße hinaufführenden Altstadtgassen Altenberger Gasse im Norden und Tomberger Straße im Süden.

## Geschichte

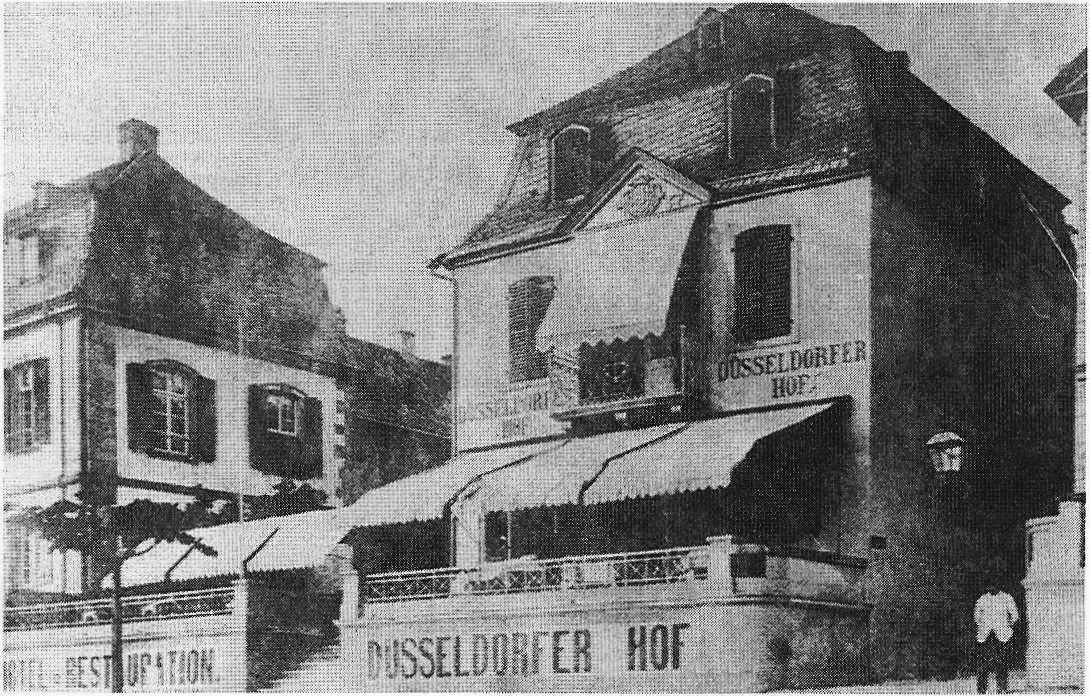
Düsseldorfer Hof in den 1880er-Jahren

Der Ursprung des Hotels mit einer ähnlichen Zweckbestimmung lag in einem 1763–1767 unter Abt Hermann Kneusgen errichteten barocken Gästehaus und Stadtresidenz der 1803 aufgehobenen Abtei Heisterbach („Heisterbacher Hof“), deren Äbte zuletzt dort wohnten. Das Hotel, das um 1826 eröffnete und erstmals 1839 mit dem Namen Düsseldorfer Hof erscheint, übernahm dieses Gästehaus sowie das angrenzende Kommandateurhaus des Malteserordens aus dem Jahre 1737. Ende des 19. Jahrhunderts kam es zu einer umfangreichen Erweiterung des Hotels: Das Gebäude des vormaligen Heisterbacher Hofs wurde 1892 mit einem höheren Dach aufgestockt, 1897 das ältere Komtureihaus abgerissen und stattdessen bis 1898 durch das Godesberger Bauunternehmen Theodor Wilhelm Düren weit zurückversetzt ein fünfgeschossiger, neobarocker Neubau errichtet. Seit dieser Zeit verfügte der Düsseldorfer Hof auch über eine umglaste Aussichtsveranda. Ab 1913 befand sich am Düsseldorfer Hof die Endstation der seinerzeit neu eröffneten Siebengebirgsbahn, die nach deren späterer Verlängerung nach Honnef den Endpunkt des zweigleisigen Abschnitts markierte und heute weiter nördlich an der Clemens-August-Straße liegt.
Seit dem Kriegsjahr 1916 diente der Düsseldorfer Hof Lazarettzwecken. Am 1. Dezember 1926 trat hier Adolf Hitler vor rheinischen Wirtschaftsführern zu einem Vortrag über „Deutsche Wirtschafts- und Sozialpolitik“ auf. Im Zweiten Weltkrieg mietete die Troisdorfer Dynamit AG ab spätestens Juni 1941 das Hotel an und richtete dort ein Mädchenheim ein, in dem zunächst rund 200 zum Dienst verpflichtete deutsche Frauen sowie eine Anzahl belgische, mit Stand vom Sommer 1942 auch holländische, französische und Zivilarbeiterinnen aus dem Balkan – insgesamt knapp 400 ausländische Personen – sowie ab Mitte April 1942 kurzzeitig auch etwa 20 Männer untergebracht waren. Frühestens im März 1943 wurde das Lager aufgegeben und die Arbeiterinnen mutmaßlich in ein größeres Barackenlager nach Troisdorf umquartiert. In Folge eines schweren Luftangriffs auf Köln am 28. Juni 1943 wurde im Düsselder Hof ein Teil von 600 per Schiff nach Königswinter beförderten Obdachlosen untergebracht, darunter auch Fliegergeschädigte aus dem Ruhrgebiet und Bremen, und bis Ende August 1943 von hier aus nach Sachsen und Niederschlesien umquartiert. Anschließend wurde das Hotel mit seinerzeit 150 bis 200 Betten gemeinsam mit weiteren Einrichtungen in Königswinter auf Anordnung des Reichsverteidigungskommissars für den Gau Köln-Aachen geräumt und im September 1943 umgebaut, um einen Teil der in Köln zerbombten Krankenanstalten Lindenburg (Universitätsklinikum) aufzunehmen. Gegen Kriegsende wurde das Tympanon mit dem Wappen der Abtei Heisterbach durch Soldaten der United States Army bei Schießübungen von der gegenüberliegenden Rheinseite beschädigt.
Im Mai 1949 erfolgte die Wiedereröffnung des Hotels, das aber bereits Mitte August geschlossen und am 29. August des Jahres für die in Aufbau befindliche britische Hochkommission – die ihren Sitz bis Ende 1949 Sitz in Köln-Wahn nahm – beschlagnahmt wurde. Sie ließ in dem Hotel Umbaumaßnahmen durchführen, die den Wohnstandard unter anderem durch den Einbau von Bädern deutlich erhöhen sollten. Statt, wie beabsichtigt, zur Beherbergung und Bewirtung von Beamten und Militärs in gehobener Position, diente der Düsseldorfer Hof letztlich als Unterkunft des Verwaltungspersonals, war aber damit nicht ausgelastet. 1951 erwarb die Stadt Königswinter das Hotel, am 31. Dezember wurde es wiedereröffnet. 1960 ließ sie eine Terrassenüberdachung erstellen. Im März 1974 verkaufte die Stadt das weiter betriebene Hotel in Privatbesitz. Noch der Insolvenz des neuen Besitzers wurde es unter Zwangsverwaltung gestellt, im November 1976 geschlossen und später bis August 1983 als Unterkunft für Asylbewerber genutzt. Im November 1983 erfolgte die Zwangsversteigerung.
1987/88 wurde der Düsseldorfer Hof umgebaut, entkernt und bis auf das Erdgeschoss des Altbaus (Restaurant) in Eigentumswohnungen aufgeteilt, wobei auch die Aussichtsveranda zum Abbruch kam. Die letzte Renovierung der Fassade erfolgte 1999/2000. Stadtgeschichtlich gehört der Düsseldorfer Hof zu einer Reihe vier- bis fünfgeschossiger Hotelbauten, die seit dem Ende des 19. Jahrhunderts als Palasthotels an der Königswinterer Rheinfront entstanden und dieser großstädtischen Charakter verliehen. Die Eintragung des Gebäudes in die Denkmalliste der Stadt Königswinter erfolgte am 4. Juni 1985.

## Architektur

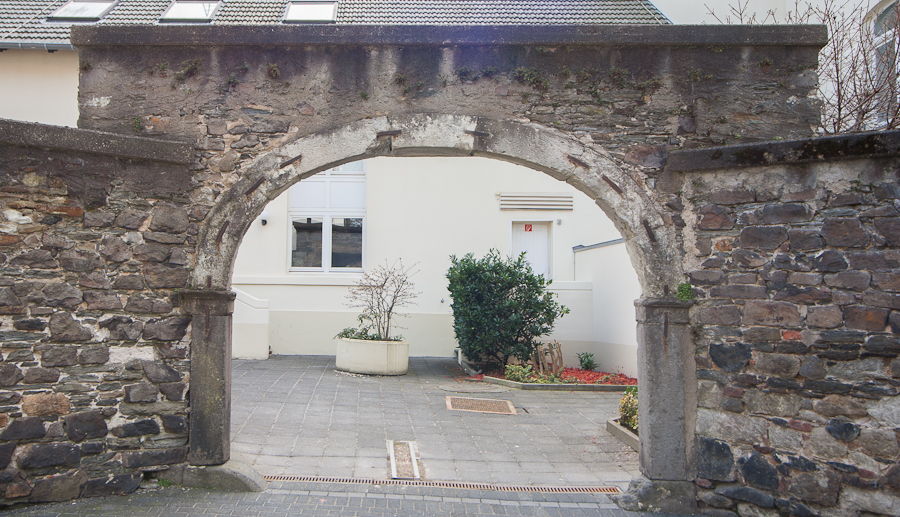
Bruchsteinmauer mit Tor

Der ehemalige Hotelkomplex besteht aus zwei Gebäuden auf einer erhöhten Terrasse, die von der Rheinallee über eine Treppenanlage zugänglich ist. Der näher an der Rheinallee gelegene ehemalige „Heisterbacher Hof“ ist ein drei-, ursprünglich zweigeschossiger unter Verwendung von Latit vom Stenzelberg errichteter Putzbau mit ausgebautem Mansardwalmdach und sieben Achsen in barocken Formen. Die Mittelachse erfährt eine Hervorhebung durch zwei Balkone sowie einen Dreiecksgiebel, der das (stark zerstörte) Wappen der ehemaligen Abtei Heisterbach und das Baujahr (1764) zeigt. Die Kehlen werden durch reliefierte Traubenmotive geschmückt, Ecklisenen fassen die Gebäudekanten ein. Der weit zurückversetzte, fünfgeschossige und ebenfalls siebenachsige Neubau von 1896 in neobarocken Formen weist eine durch risalitartige Vorziehung betonte Mittelachse mit geschweiftem Dacherker auf. Die Fassade wird durch zahlreiche Balkone mit schmiedeeisernen Gittern geprägt. Zur Altenberger Gasse wird das Grundstück von einer hohen Bruchsteinmauer mit Tor abgegrenzt.
Unterhalb des Düsseldorfer Hofs befindet sich ein größerer Weinkeller, der sogenannte „Heisterbacher Keller“.